# Deux fois traître
Pour plus de détails, voir Fiche technique et Distribution.
Deux fois traître (Due volte Giuda) est un western spaghetti hispano-italien réalisé par Nando Cicero et sorti en 1968.

## Synopsis
Luke Barrett reprend conscience et découvre à ses côtés un homme mort et un fusil avec le mot « Dingus » gravé sur la crosse. Luke ne se souvient pas de ce qui s'est passé, car une balle lui a frôlé la tête, provoquant un traumatisme crânien et une amnésie temporaire. Il ramasse donc quelques objets utiles sur les lieux, prend un cheval et se dirige vers la ville la plus proche. Au saloon, un inconnu vêtu de noir l'accueille par son nom et lui demande pourquoi il est en retard et où se trouve Donovan. Luke décide de jouer le jeu pour en savoir plus sur lui-même. Dingus est le fils d'une Indienne et a grandi chez les Barrett. Il a tué la femme de Luke et son frère Victor lorsque ce dernier est parti avec lui à la guerre de Sécession ; il a lui-même échappé de peu à l'attentat commis avec des Nordistes. Dingus a ainsi pu reprendre les biens de la famille et utiliser le nom de Barrett. Lorsque Luke rend visite à Dingus, il y trouve l'ancien médecin de famille, Russell, qui confirme l'histoire. Dingus, craignant la vengeance de Luke, tente de tuer ce dernier, mais il est lui-même abattu.

## Fiche technique
- Titre italien : Due volte Giuda[1]
- Titre espagnol : Dos veces Judas[2],[3]
- Titre français : Deux fois traître[4]
- Réalisateur : Nando Cicero
- Scénario : Jaime Jesús Balcázar
- Photographie : Francisco Marín
- Montage : Renato Cinquini (it)
- Musique : Carlos Pes
- Décors : Juan Alberto Soler
- Costumes : Luciano Spadoni (it)
- Maquillage : Vittorio Biseo
- Production : Jaime Jesús Balcázar, Oreste Coltellacci, Antonio Girasante, Felice Colaiacomo, Franco Poccioni, Alfonso Balcázar
- Société de production : Balcázar Producciones Cinematográficas, Colt Produzioni Cinematografiche, Medusa Produzione
- Pays de production :  Italie -  Espagne
- Langue originale : italien
- Format : Couleurs par Eastmancolor - 2,35:1 - Son mono - 35 mm
- Durée : 92 minutes
- Genre : Western spaghetti
- Dates de sortie :
  - Espagne : 30 août 1968
  - Italie : 1er septembre 1969
  - France : 3 juin 1970[4]

## Distribution
- Antonio Sabàto : Luke Barrett
- Klaus Kinski : Dingus Barrett
- José Calvo (sous le nom de « Pepe Calvo ») : docteur Russell
- Franco Leo : Donovan
- Cristina Galbó : Betty
- Narciso Ibáñez Menta : Murphy
- Franco Beltramme : Carson
- Linda Sini : la mère maquerelle
- Maite Matalonga : la fille MacCalhoun
- Damián Rabal : le shérif
- Claudia Rivelli : Susan Barnett
- Emma Baron : Mme Barrett
- Carlos Ronda : MacCalhoun

## Accueil critique
Le Lexikon des internationalen Films qualifie l'œuvre de « western européen brutal ». Christian Keßler estime que « le traitement de l'histoire est particulièrement stylé et efficace [...] De plus, Klaus Kinski a une fois de plus un rôle à sa mesure ». Cinéma et Télécinéma remarque l'utilisation fréquente et prolongée de flashbacks, inhabituels dans le genre. L'Evangelischer Filmbeobachter a également une opinion majoritairement positive de l'œuvre : « Un western italien de qualité supérieure, mis en scène de manière froide, qui renonce aux atrocités habituelles de ce genre. Pour les amateurs du genre, à partir de 16 ans ».